# Projekt Pilot

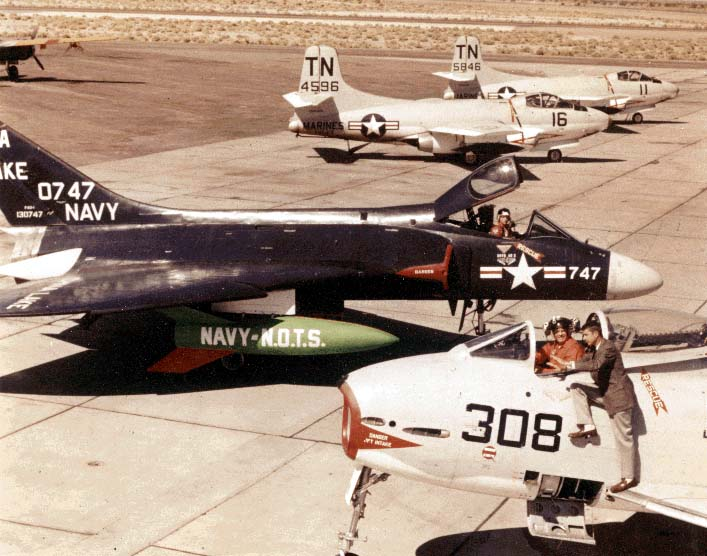
Samolot F4D-1 z rakietą nośną Project Pilot

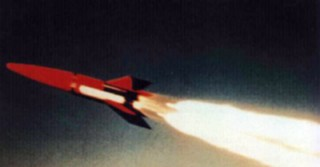
Rakieta w trakcie lotu

Projekt Pilot – projekt badawczy Marynarki Wojennej USA mający na celu opracowanie rakiety nośnej dla sztucznych satelitów. Projekt konkurował z rakietą Jupiter C Wojsk Lądowych USA, rakietą Atlas Sił Powietrznych USA oraz cywilnym Vanguardem. Żaden z 10 lotów (w tym 4 testowych) nie zakończył się sukcesem. Niepotwierdzone pozostaje umieszczenie na orbicie okołoziemskiej dwóch rakiet, ze względu na utratę kontaktu radiowego.
Projekt został zaproponowany przez inżynierów Naval Ordnance Test Station (NOTS) w China Lake. Zakładał on budowę małej wielostopniowej rakiety nośnej, której wystrzelenie odbywałoby się spod skrzydła samolotu. Rakieta miała być napędzana paliwem stałym. W celu większego zainteresowania programem, postanowiono, że wyniesie on małego satelitę, który wykona pomiary podczas przeprowadzania wysokościowych testów jądrowych (Projekt Argus). NOTS otrzymał pozwolenie i fundusze na realizację programu. Nazwą oficjalną był Projekt Pilot, ale jest on znany również jako NOTSNIK. Połączenie skrótu NOTS i Sputnik. Loty w ramach Projektu Pilot odbywały się w lipcu i sierpniu 1958.

## Budowa i działanie
Zbudowano dwa warianty rakiety nośnej: Project Pilot 1 i Project Pilot 2. Istniała również wersja antysateliterna rakiety. Rakieta posiadała pięć stopni, ale często określana jest jako sześciostopniowa, z samolotem jako stopniem pierwszym. Wszystkie starty z ładunkiem odbywały się z pomocą zaadaptowanego myśliwca F4D-1 Skyray. Przenosił on rakietę na pylonie pod skrzydłem. Rakieta była wystrzeliwana przy prędkości 740 km/h, a dziób samolotu był zadarty o 50° w górę. Wysokość na jakiej odpalano rakietę z samolotu wynosiła zwykle ok. 12,5 km. Ładunkiem był bardzo mały satelita. Miał średnicę 20 cm, ważył 1,05 kg. Posiadał on czujnik wykonujący zgrubny pomiar promieniowania podczerwonego. Oznacza to, że statek był satelitą wywiadowczym. Z tego powodu cały projekt był ściśle tajny.

## Chronologia
- 4 lipca 1958; miejsce startu: NAWS China Lake (G-2), USA; wersja: Project Pilot 1. Lot testowy. Rakieta eksploduje sekundę po starcie.
- 18 lipca 1958; miejsce startu: NAWS China Lake (G-2), USA; wersja: Project Pilot 1. Lot testowy. Rakieta eksploduje jeszcze przed wyniesieniem jej w powietrze.

1. 25 lipca 1958; miejsce startu: NAWS China Lake (RW), USA; wersja: Project Pilot 1. Pilot 1. Rakieta umieszczona na samolocie F4D-1 747. Wystrzelona z wysokości 12 km. Utracono kontakt radiowy. Niepotwierdzone wejście na orbitę.

2. 12 sierpnia 1958; miejsce startu: NAWS China Lake (RW), USA; wersja: Project Pilot 2. Pilot 2. Rakieta umieszczona na samolocie F4D-1 747. Wystrzelona z wysokości 12 km. Rakieta eksplodowała podczas zapłonu silników.
- 16 sierpnia 1958; miejsce startu: NAWS China Lake (G-2), USA; wersja: Project Pilot 1. Lot testowy. Nieudany. Awaria wewnętrzna w 3,2 sekundy lotu.
- 17 sierpnia 1958; miejsce startu: NAWS China Lake (G-2), USA; wersja: Project Pilot 1. Lot testowy. Nieudany. Awaria wewnętrzna w 3. sekundzie lotu.

3. 22 sierpnia 1958; miejsce startu: NAWS China Lake (RW), USA; wersja: Project Pilot 2. Pilot 3. Rakieta umieszczona na samolocie F4D-1 747. Utracono kontakt radiowy. Niepotwierdzone wejście na orbitę.

4. 25 sierpnia 1958; miejsce startu: NAWS China Lake (RW), USA; wersja: Project Pilot 2. Pilot 4. Rakieta umieszczona na samolocie F4D-1 747. Rakieta eksplodowała 0,75 sekundy po starcie.

5. 26 sierpnia 1958; miejsce startu: NAWS China Lake (RW), USA; wersja: Project Pilot 2. Pilot 5. Rakieta umieszczona na samolocie F4D-1 747. Nie doszło do zapłonu silnika. Rakieta spadła do Pacyfiku.

6. 28 sierpnia 1958; miejsce startu: NAWS China Lake (RW), USA; wersja: Project Pilot 2. Pilot 6. Rakieta umieszczona na samolocie F4D-1 747. Nie doszło do zapłonu w jednym z silników pierwszego członu.